# Peter Adolf Persson
Peter Adolf Persson, född 25 september 1862 på gården Krogstorp i Glumslöv, Kvistofta socken, Malmöhus län, död 15 januari 1914 i Tyringe, Finja socken, Skåne, var en svensk konstnär. 

## Biografi
Persson var son till lantbrukaren Per Olsson och Johanna Strahre och från 1910 gift med Hanna Bengtsson. Persson började som 18-åring att studera vid Tekniska skolans aftonkurser i Stockholm med Olof Arborelius, Fredrik Liljeblad och Henrik Nerpin som lärare. Därefter studerade han för Per Daniel Holm vid Konstakademien 1882-1886 och under vistelser i Frankrike 1889-1891 där hans vistelse i Suresnes på höjderna väster om Paris präglade honom i hans franska produktion med en lätt penselföring och valörkänsla. Separat ställde han ut på Valands i Göteborg 1911 och i Helsingborg 1913. Han medverkade i Parissalongen med sin målning Jour d' automne 1890, den Nordiska industri och konstutställningen i Köpenhamn 1888, Svensk konst i Helsingborg 1903, Konst- och industriutställningen i Norrköping 1906, Lundautställningen 1907 och Baltiska utställningen i Malmö 1914. Han deltog i samlingsutställningar med Sveriges allmänna konstförening och Skånska konstnärslaget. En minneskollektion av hans konst visades i Helsingborg och Malmö 1917 och en minnesutställning visades på Malmö museum 1924 och 1939. Hans konst består av landskapsvyer med bondgårdar, kyrkor och pilevallar, trädgårdsinteriörer och blommande fruktträd. Bland hans offentliga arbeten märks en stor väggmålning med skånemotiv för Malmö Högre Allmänna läroverk och en målning vid Malmö latinskola. Persson är representerad vid Malmö museum, Nationalmuseum i Stockholm, Helsingborgs museumoch Landskrona museum, Lund universitets konstmuseum och Tomelilla kommun. Målningen "Vinterlandskap med pilallé" blev svenskt frimärke graverat av Majvor Franzén, utgivet 1973 under namnet "Pilallé i Skåne".

## Galleri

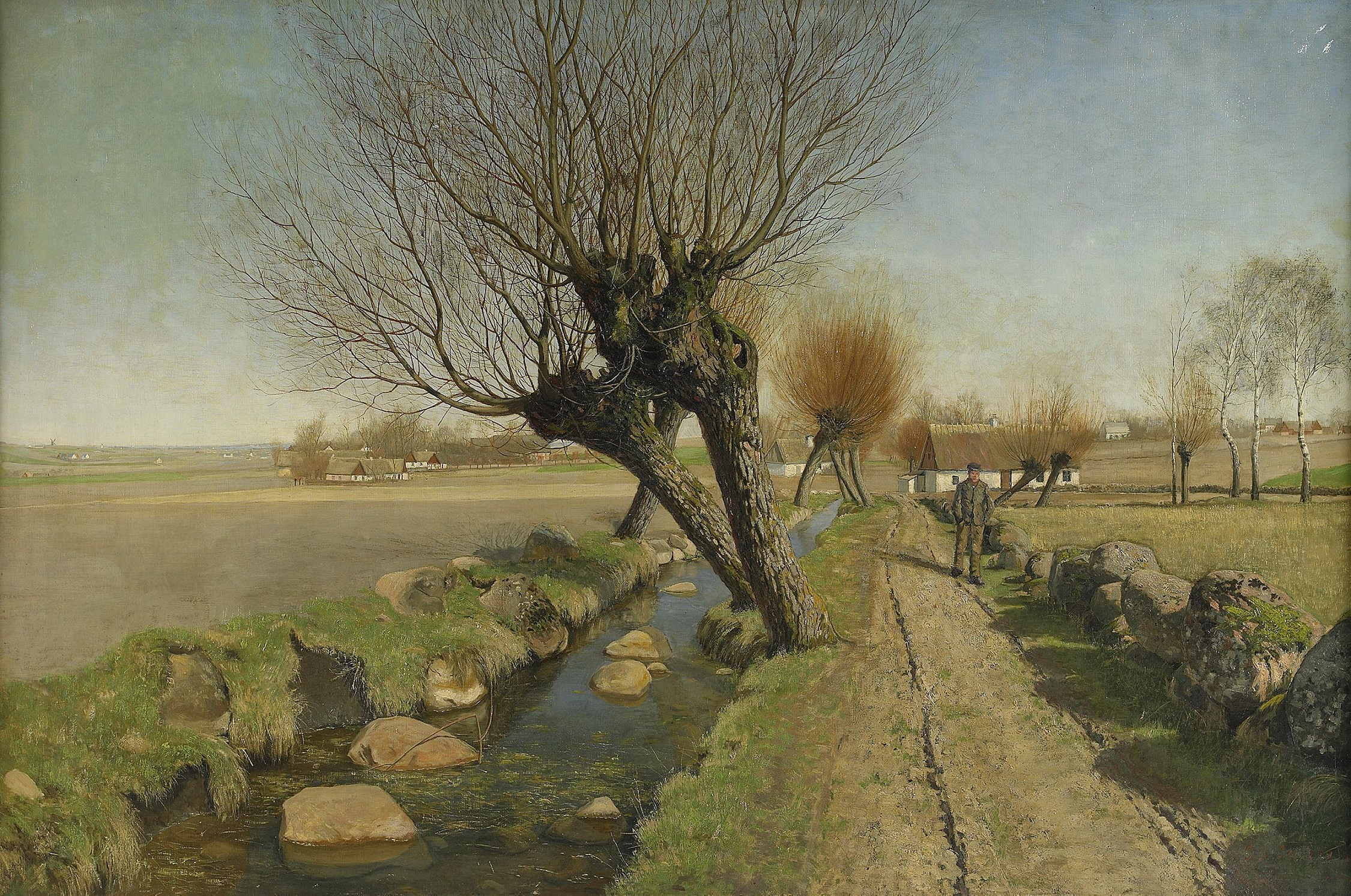
Landskapsvy från Skåne

### Övriga källor
- Lexikonett amanda och Kultur1
- Peter Adolf Persson i Nordisk familjebok (andra upplagan, 1915)
- Svenskt konstnärslexikon del IV sid 399-400, Allhems Förlag, Malmö. LIBRIS-ID:8390296
- Svenska konstnärer, Biografisk handbok, Väbo förlag, 1987, sid 414, ISBN 91-87504-00-6